# Arnaud Costes
Pour les articles homonymes, voir Costes.
Pas d'image ? Cliquez ici

a Compétitions nationales et continentales officielles uniquement.

b Matchs officiels uniquement.
Dernière mise à jour le 16 novembre 2024.
 Arnaud Costes, né le 16 juin 1973 à Tulle, est un joueur et entraîneur de rugby à XV, qui a joué avec l'équipe de France et plusieurs clubs dont l'AS Montferrand, évoluant au poste de troisième ligne aile (1,86 m pour 97 kg).

## Biographie
Son père Gérard Costes est un joueur et entraîneur de rugby à XV. Il a également évolué à l'AS Montferrand en troisième ligne.
Son fils Paul Costes évolue au Stade toulousain au poste de centre.

### Après carrière

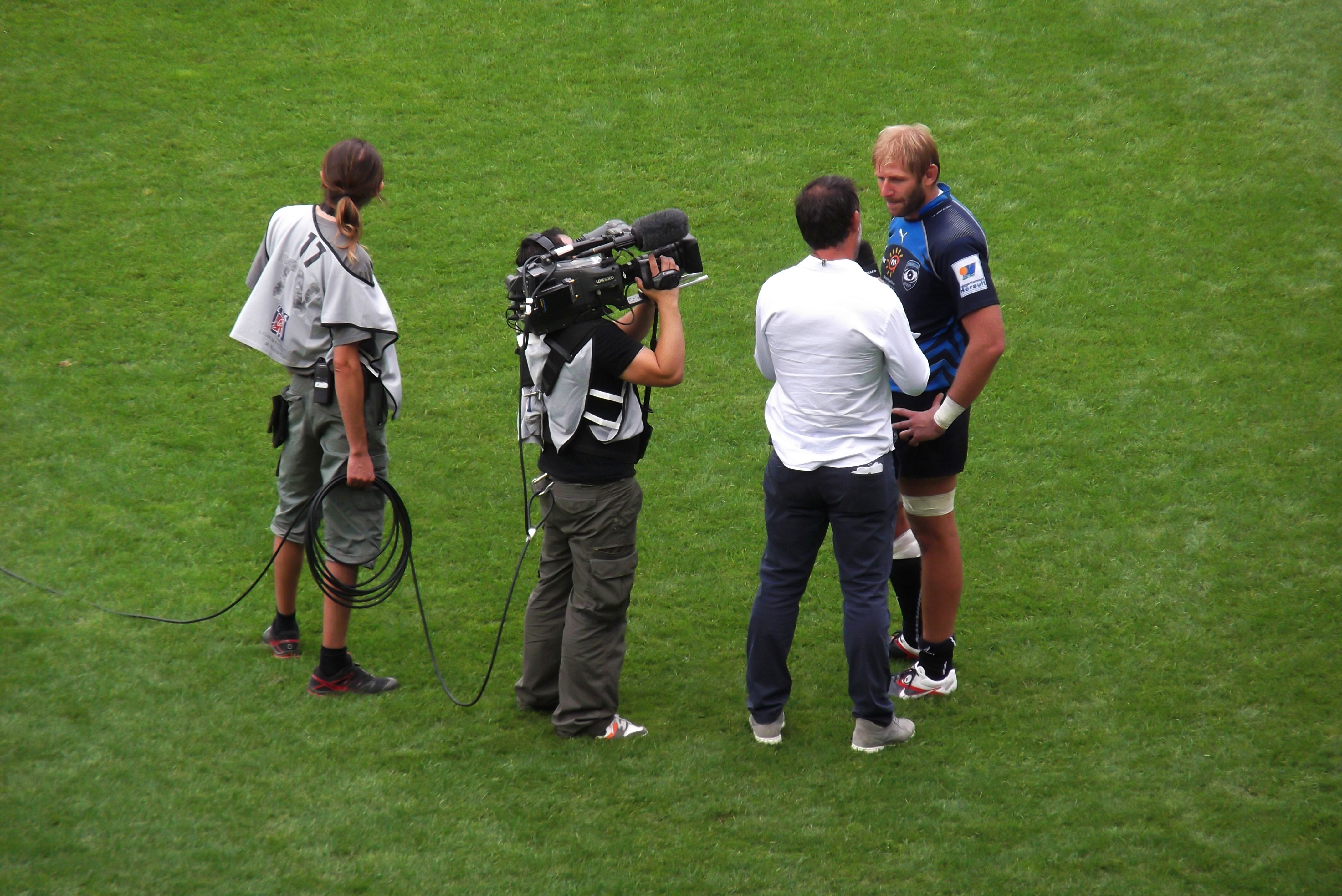
Arnaud Costes, de dos, interroge Thibaut Privat après un match pour Canal+.

Il rejoint ensuite Canal+ pour occuper tout d'abord un poste d'homme de terrain, puis en tant que consultant, notamment dans l'émission Les spécialistes rugby.
Il a entraîné le club de Blagnac (Fédérale 1) avec Jean-Marc Aué et Alain Lisetto après avoir entrainé le club de Castelnaudary.
Il est aujourd'hui directeur associé au sein de la société Team One Group à Toulouse avec Philippe Spanghero, Vincent Clerc et Grégory Lamboley.

## Carrière de joueur

### En club
Il a disputé 40 matchs en compétitions européennes, 22 en coupe d'Europe (1999-2003) et 18 en Bouclier européen (1996-99 et 2003-05).

### En équipe nationale
Il a disputé son premier test match le 17 décembre 1994 contre l'équipe du Canada, et son dernier test match contre l'équipe d'Irlande, le 19 mars 2000.

## Palmarès

### En club
Avec l'AS Montferrand
- Championnat de France de première division : 
  - Vice-champion (2) : 1994 et 1999
- Bouclier européen :
  - Vainqueur (1) : 1999
- Challenge Yves du Manoir :
  - Finaliste (1) : 1994

Avec le Castres olympique
- Coupe d'Europe :
  - Demi-finaliste (1) : 2002

Avec le CS Bourgoin-Jallieu
- Coupe de la Ligue :
  - Finaliste (1) : 2003

Avec l'UA Gaillac
- Trophée Jean Prat :
  - Vainqueur (1) : 2006

### En équipe nationale
- Sélections en équipe nationale : 14
- Sélections par année :  1 en 1994, 2 en 1995, 1 en 1997, 8 en 1999, 2 en 2000
- Finaliste de la coupe du monde de rugby 1999 contre l'Australie

Il a disputé un match de la coupe du monde de rugby 1995 en Afrique du Sud et cinq matchs de la coupe du monde de rugby 1999 au Pays de Galles.

## Statistiques

### Tournoi des Six Nations
| Édition          | Rang | Résultats France | Résultats Costes | Matchs Costes |
| ---------------- | ---- | ---------------- | ---------------- | ------------- |
| Six Nations 2000 | 2    | 3 v, 0 n, 2 d    | 1 v, 0 n, 1 d    | 2/5           |

Légende : v = victoire ; n = match nul ; d = défaite ; la ligne est en gras quand il y a Grand Chelem.

### Coupe du monde
| Édition             | Rang      | Résultats France | Résultats Costes | Matchs Costes |
| ------------------- | --------- | ---------------- | ---------------- | ------------- |
| Afrique du Sud 1995 | Troisième | 5 v, 0 n, 1 d    | 1 v, 0 n, 0 d    | 1/6           |
| Royaume-Uni 1999    | Finaliste | 5 v, 0 n, 1 d    | 4 v, 0 n, 1 d    | 5/6           |

Légende : v = victoire ; n = match nul ; d = défaite.

## Carrière d'entraîneur
- 2008-2009 : Rugby Olympique Castelnaudary (Fédérale 3)
- 2009-2010 : Blagnac SCR (Fédérale 2) Champion de France  Fédérale 2
- 2010-2011 : Blagnac SCR (Fédérale 1) Champion de France  Fédérale 1